# Теорія трьох світів
Тео́рія трьох світі́в (кит. трад. 三個世界的理論, спр. 三个世界的理论, піньїнь: Sān gè Shìjiè де Lǐlùn) — теорія, розроблена китайським комуністичним лідером Мао Цзедуном, яка стверджує, що міжнародні відносини складаються з трьох політико-економічних світів: Першого світу — наддержав США й СРСР, Другого світу — «проміжних сил, наприклад Японії, Європи й Канада», і Третього світу — «Азія, крім Японії», «вся Африка… і Латинська Америка».
1974 року тодішній китайський віцепрем'єр Ден Сяопін пояснював Теорію трьох світів у виступі в Організації Об'єднаних Націй, обґрунтовуючи співпрацю Китаю з некомуністичними країнами.
Теорія трьох світів, розроблена Мао Цзедуном, відрізняється від західної Теорії трьох світів (запропонованої Альфредом Сові у 1952 році). Західна теорія стверджує, що Перший світ включав Сполучені Штати та їх союзників, Другим світом був Радянський Союз та його союзники, а Третім світом були нейтральні країни, що не обрали сторону.

## Критика
У 1970-х роках Албанська партія праці на чолі з Енвером Ходжою почала відкрито критикувати маоїстську теорію трьох світів, описуючи її як антиленінську та шовіністичну теорію. Ця критика була детально описана в друкованих роботах Енвера Ходжі, а також в газеті Партії праці Албанії Zëri i popullit. Публікація цих робіт і активна критика теорії трьох світів в албанських ЗМІ зіграли роль у зростаючому ідеологічному розриві між Албанією та Китаєм, який зрештою завершився засудженням Албанією Китайської Народної Республіки та маоїзму через «ревізіонізм».